# 파라과이의 국기

파라과이 국기 앞면

파라과이 국기 뒷면

파라과이의 국기(bandera de Paraguay)는 붉은색, 흰색, 청색의 비율 3:5의 가로형 삼색기로 배경상으로는 네덜란드의 국기와 비슷하다. 파라과이의 국기는 세계에서 유일하게 앞면과 뒷면이 구분되어 있으며 앞면은 파라과이의 국장, 뒷면은 파라과이 재무부 문장이 그려져 있다. 1842년에 처음 제정되었으며, 문장 부분은 2013년에 개정된 것이다.
앞면의 문장 부분에는 '파라과이 공화국(REPÚBLICA DEL PARAGUAY)', 뒷면의 문장 부분에는 나라 표어인 '평화와 정의(PAZ Y JUSTICIA)'라 써 있다.

## 색상
| 색상 | 빨강                | 하양                  | 파랑               |
| ---- | ------------------- | --------------------- | ------------------ |
| RGB  | 206–17–38 (#D52B1E) | 255–255–255 (#FFFFFF) | 0–56–168 (#0038A8) |

## 여러 가지 기

해군기
대통령기

## 역대 국기

(1811)
(1811년 6월)
(1811-1812)
(1812-1826)
(1812-1813)
(1813)
(1813-1842)
(1826-1842)
(1842-1954)
(1842-1954, 뒷면)
(1954-1988)
(1954-1988, 뒷면)
(1988-1990)
(1988-1990, 뒷면)
(1990-2013)
(1990-2013, 뒷면)

## 같이 보기
- 파라과이의 국장